# Carballo
Carballo è un comune spagnolo di circa 31 000 abitanti situato nella comunità autonoma della Galizia.